# Помикув (Люблінське воєводство)
Помикув (пол. Pomyków) — село в Польщі, у гміні Семень Парчівського повіту Люблінського воєводства.
Населення — 67 осіб (2011).
У 1975-1998 роках село належало до Білопідляського воєводства.

## Демографія
Демографічна структура станом на 31 березня 2011 року:
|          | Загалом | Допрацездатний вік | Працездатний вік | Постпрацездатний вік |
| -------- | ------- | ------------------ | ---------------- | -------------------- |
| Чоловіки | 28      | 8                  | 18               | 2                    |
| Жінки    | 39      | 8                  | 22               | 9                    |
| Разом    | 67      | 16                 | 40               | 11                   |